# Adcatomus
Adcatomus is een geslacht van spinnen uit de  familie van de Sparassidae (jachtkrabspinnen).

## Soorten
- Adcatomus ciudadus Karsch, 1880
- Adcatomus flavovittatus (Simon, 1897)